# Сінтія Поттер
Сінтія Поттер (англ. Cynthia Potter, 27 серпня 1950) — американська стрибунка у воду.
Призерка Олімпійських Ігор 1976 року, учасниця 1968, 1972 років.
Призерка Чемпіонату світу з водних видів спорту 1978 року.
Призерка Панамериканських ігор 1975 року.